# Liz Friedlander
Liz Friedlander (9 de diciembre de 1970) es una directora de videos musicales y televisión y productora de televisión estadounidense.
Originaria de la ciudad de Nueva York, se mudó a Pensilvania para asistir al Conservatorio de Arte Dramático de la Universidad Carnegie Mellon. Luego se mudó a Los Ángeles, donde asistió a la Universidad de California en Santa Cruz y luego a la Escuela de Teatro, Cine y Televisión de la UCLA, donde se graduó como la mejor estudiante de su clase. También ganó el premio Frank S. Glicksman por su cortometraje Eleven-Twenty.
Desde mediados de la década de 1990 hasta 2009, acumuló una serie de créditos en videos musicales dirigiendo videos para Alanis Morissette, Megadeth, Avril Lavigne, John Mayer, Celine Dion, R.E.M. y 3 Doors Down, entre otros. En 2006, estrenó su primer largometraje como directora, Take the Lead, protagonizado por Antonio Banderas. A partir de 2008, pasó a la televisión, dirigiendo episodios de One Tree Hill, The Vampire Diaries, Privileged, Pretty Little Liars, 90210, Melrose Place, Gossip Girl y Bad Monkey.